# Ranunculus luminarius
Ranunculus luminarius är en ranunkelväxtart som beskrevs av Sandro Alessandro Pignatti och W. Greuter. Ranunculus luminarius ingår i släktet ranunkler, och familjen ranunkelväxter. Inga underarter finns listade i Catalogue of Life.